# Acacia brevipes
Acacia brevipes é uma espécie de leguminosa do gênero Acacia, pertencente à família Fabaceae.